# مسابقات جهانی بوکس آماتور جوانان ۲۰۱۲
مسابقات جهانی بوکس آماتور جوانان ۲۰۱۲ (انگلیسی: 2012 AIBA Youth World Boxing Championships) از تاریخ ۲۵ نوامبر تا ۸ دسامبر ۲۰۱۲ در ایروان پایتخت جمهوری ارمنستان برگزار شد. این رقابت تحت نظارت فدراسیون جهانی بوکس آماتوری AIBA و نسخه جوانان مسابقات جهانی بوکس آماتور بود. بوکسورها در رده سنی ۱۷ تا ۱۸ سال بودند.

## برندگان مدال
| Event                         | طلا                         | نقره                             | برنز                                                  |
| ----------------------------- | --------------------------- | -------------------------------- | ----------------------------------------------------- |
| مگس وزن سبک (– 49 کیلوگرم)    | Lü Bin چین                  | Muradzon Akhmadaliyev ازبکستان   | Lalitha Prasad Polipalli هند Jade Bornea فیلیپین      |
| مگس وزن (– 52 کیلوگرم)        | Oliver Simpson انگلستان     | Jeyvier Cintron پورتوریکو        | Kurt Walker ایرلند Jorge Cordero کوبا                 |
| پَر وزن (– 56 کیلوگرم)         | Alexei Guibert کوبا         | Magomed-Rashid Dzhabrailov روسیه | Freddy Ortiz پورتوریکو Omar El Hag آلمان              |
| سبک وزن (– 60 کیلوگرم)        | Husein Baysangurov روسیه    | Raúl Curiel مکزیک                | Sofiane Oumiha فرانسه Luis Torres ونزوئلا             |
| میان سبک وزن (– 64 کیلوگرم)   | Kevin Hayler Brown کوبا     | Lester Martínez گواتمالا         | Joshua Kelly انگلستان Parviz Bagirov جمهوری آذربایجان |
| سبک وزن ویژه (– 69 کیلوگرم)   | Akmalbek Kosimov ازبکستان   | Artem Soloviov اوکراین           | Zhang Zhidi چین Osman Aydin ترکیه                     |
| میان وزن (– 75 کیلوگرم)       | Oleksandr Khyzhniak اوکراین | Magomed Madiev روسیه             | Daulet Baigabatov قزاقستان Sandeep هند                |
| نیمه سنگین (– 81 کیلوگرم)     | Nikol Arutyunov ارمنستان    | Scott Forrest اسکاتلند           | Idris Shakhmanov روسیه Aleksandr Dokvadze گرجستان     |
| سنگین وزن (– 91 کیلوگرم)      | Andrey Stotskiy روسیه       | Paweł Wierzbicki لهستان          | Jai Opetaia استرالیا Danny Williams انگلستان          |
| سوپر سنگین وزن (+ 91 کیلوگرم) | Hughie Fury انگلستان        | Narender هند                     | Narek Melkonyan ارمنستان Florian Schulz آلمان         |

## جدول مدال
| رتبه            | کشور                | طلا | نقره | برنز | مجموع |
| --------------- | ------------------- | --- | ---- | ---- | ----- |
| ۱               | روسیه (RUS)         | ۲   | ۲    | ۱    | ۵     |
| ۲               | انگلستان (ENG)      | ۲   | ۰    | ۲    | ۴     |
| ۳               | کوبا (CUB)          | ۲   | ۰    | ۱    | ۳     |
| ۴               | ازبکستان (UZB)      | ۱   | ۱    | ۰    | ۲     |
| ۴               | اوکراین (UKR)       | ۱   | ۱    | ۰    | ۲     |
| ۶               | ارمنستان (ARM)      | ۱   | ۰    | ۱    | ۲     |
| ۶               | چین (CHN)           | ۱   | ۰    | ۱    | ۲     |
| ۸               | هند (IND)           | ۰   | ۱    | ۲    | ۳     |
| ۹               | پورتوریکو (PUR)     | ۰   | ۱    | ۱    | ۲     |
| ۱۰              | اسکاتلند (SCO)      | ۰   | ۱    | ۰    | ۱     |
| ۱۰              | لهستان (POL)        | ۰   | ۱    | ۰    | ۱     |
| ۱۰              | مکزیک (MEX)         | ۰   | ۱    | ۰    | ۱     |
| ۱۰              | گواتمالا (GUA)      | ۰   | ۱    | ۰    | ۱     |
| ۱۴              | آلمان (GER)         | ۰   | ۰    | ۲    | ۲     |
| ۱۵              | آذربایجان (AZE)     | ۰   | ۰    | ۱    | ۱     |
| ۱۵              | استرالیا (AUS)      | ۰   | ۰    | ۱    | ۱     |
| ۱۵              | ترکیه (TUR)         | ۰   | ۰    | ۱    | ۱     |
| ۱۵              | جمهوری ایرلند (IRL) | ۰   | ۰    | ۱    | ۱     |
| ۱۵              | فرانسه (FRA)        | ۰   | ۰    | ۱    | ۱     |
| ۱۵              | فیلیپین (PHI)       | ۰   | ۰    | ۱    | ۱     |
| ۱۵              | قزاقستان (KAZ)      | ۰   | ۰    | ۱    | ۱     |
| ۱۵              | ونزوئلا (VEN)       | ۰   | ۰    | ۱    | ۱     |
| ۱۵              | گرجستان (GEO)       | ۰   | ۰    | ۱    | ۱     |
| مجموع (۲۳ کشور) | مجموع (۲۳ کشور)     | ۱۰  | ۱۰   | ۲۰   | ۴۰    |